# Palaquium hinmolpedda
Palaquium hinmolpedda är en tvåhjärtbladig växtart som beskrevs av Pieter van Royen. Palaquium hinmolpedda ingår i släktet Palaquium och familjen Sapotaceae.
Artens utbredningsområde är Sri Lanka. Inga underarter finns listade i Catalogue of Life.